# Erased
Erased (僕だけがいない街?, Boku dake ga inai machi, lett. "La città in cui io non ci sono") è un manga scritto e disegnato da Kei Sanbe, serializzato sul Young Ace di Kadokawa Shoten dal 4 giugno 2012 al 4 marzo 2016. Un adattamento anime, prodotto da A-1 Pictures, è stato trasmesso nel contenitore noitaminA di Fuji TV tra il 7 gennaio e il 24 marzo 2016. Un film live action, basato sulla serie, ha debuttato nei cinema giapponesi il 19 marzo 2016. In Italia il manga è edito da Star Comics, mentre i diritti dell'anime sono stati acquistati da Dynit. Oltre alla serie principale, sono stati ideati due spin-off: un romanzo di Hajime Ninomae pubblicato a puntate sulla rivista Bungei Kadokawa di Kadokawa, e un manga di Sanbe serializzato sul Young Ace da giugno a novembre 2016 ed edito in Italia sempre da Star Comics.

## Trama
Satoru Fujinuma, ventinovenne apprendista mangaka, soffre di un peculiare fenomeno chiamato Revival: in caso di pericolo, torna automaticamente indietro nel tempo di qualche minuto, ottenendo la possibilità di prevenire una catastrofe e solitamente salvare la vita a qualcuno. Un giorno, però, Satoru, dopo essere tornato a casa, trova sua madre morta per terra e, avvistato dalla polizia, viene dato per colpevole del crimine. Nel tentativo di salvare la vittima, attiva il suo potere e dal 2006 viene catapultato a sorpresa nel 1988, quando frequentava ancora le elementari. Satoru decide quindi di sfruttare l'occasione per salvare la vita a Kayo Hinazuki, sua vecchia compagna di classe dal carattere solitario, che all'improvviso sparì nel periodo in cui lo stesso killer di sua madre rapì e uccise tre bambini facendo incriminare un suo amico.

## Personaggi

Satoru da adulto e da bambino

Satoru Fujinuma (藤沼 悟?, Fujinuma Satoru)
Doppiato da: Shinnosuke Mitsushima (adulto), Tao Tsuchiya (bambino)
Un mangaka ventottenne (nell'anime ventinovenne) alle prime armi dotato di un potere che lui chiama "revival" e gli consente di tornare indietro nel tempo per prevenire una tragedia. Ha l'abitudine di dire ad alta voce quel che pensa senza rendersene conto. Nella prima linea temporale lavora nella pizzeria Pizza Oasi e viene mostrato piuttosto infelice. Nella seconda linea temporale, quella in cui riesce a salvare i suoi amici, per poco non annega in un lago ghiacciato e cade in un coma da quindici anni. Al suo risveglio soffre di amnesia, ma dopo aver recuperato i propri ricordi riesce a incastrare il killer. Al termine di questa linea temporale diventa un mangaka di successo, con una serie anime basata su una sua opera già in cantiere.
Airi Katagiri (片桐 愛梨?, Katagiri Airi)
Doppiata da: Chinatsu Akasaki
Una studentessa liceale che lavora part-time come porta pizze da Oasi Pizza. Collega di Satoru, inizia a interessarsi a lui dopo aver notato le situazioni strane in cui salvava spesso la vita a qualcuno. È una dei pochi a credere nell'innocenza di Satoru dopo che questi viene incastrato nell'omicidio di sua madre, al punto da ospitarlo in casa sua mentre questi era braccato dalla polizia. Il suo ruolo nella seconda linea temporale cambia da manga ad anime. Nel primo è grazie a lei che Satoru riesce a recuperare la memoria. Nell'adattamento animato invece viene vista al termine dell'ultimo episodio mentre chiede al protagonista se può ripararsi dalla neve con lui, indicando che i due si conosceranno anche in questa timeline.
Kayo Hinazuki (雛月 加代?, Hinazuki Kayo)
Doppiata da: Aoi Yūki
La prima vittima del caso di rapimento seriale di diciotto anni prima. Compagna di Satoru delle elementari, in classe rimaneva sempre in disparte, anche per nascondere i lividi riportati dai continui abusi di sua madre. Durante la prima linea temporale viene uccisa da Gaku. Nella seconda, Satoru riesce a salvarla e la bambina va a vivere con la nonna, donna ben più affettuosa della madre. In seguito si sposerà con Hiromi e avranno un figlio.
Sachiko Fujinuma (藤沼 佐知子?, Fujinuma Sachiko)
Doppiata da: Minami Takayama
La madre estremamente perspicace di Satoru. Ex presentatrice del telegiornale, diciotto anni prima aveva preferito ignorare il caso di rapimento seriale in città per evitare di mettere a rischio la sicurezza di suo figlio. Nella prima linea temporale, viene uccisa da Gaku nel 2006 dopo aver scoperto l'identità dell'assassino, evento che scatena un "revival" in Satoru. Nella seconda accudisce il figlio in coma fino al suo risveglio.
Kenya Kobayashi (小林 賢也?, Kobayashi Kenya)
Doppiato da: Tasuku Emoto (adulto), Yō Taichi (bambino)
Uno dei compagni di classe di Satoru delle elementari che ha un forte senso di giustizia. Dotato di un occhio acuto, è il primo a rendersi conto che Satoru si comporta in modo strano e più maturo dopo il Revival, tanto da offrirsi spesso come spalla nei suoi piani. Quindici anni dopo, da avvocato continua a indagare sulla vera identità del colpevole nonostante il caso sia già stato archiviato.
Hiromi Sugita (杉田 広美?, Sugita Hiromi)
Doppiato da: Atsushi Tamaru (adulto), Akari Kitō (bambino)
Uno dei compagni di classe di Satoru delle elementari dall'aspetto femminile. Vittima del caso di rapimento seriale di diciotto anni prima, fu ucciso per far credere alla polizia che il killer non fosse a conoscenza del suo sesso. Quando Satoru torna indietro nel tempo per cambiare il passato, gli dà una mano per prevenire che i bambini solitari possano essere rapiti. Quindici anni dopo il Revival, diventa un medico e si sposa con Kayo.
Osamu (修?)
Doppiato da: Ayaka Nanase
Uno dei compagni di classe di Satoru delle elementari.
Kazu (カズ?)
Doppiato da: Yukitoshi Kikuchi
Uno dei compagni di classe di Satoru delle elementari che riesce a convincere Aya a passare i pomeriggi nella loro base segreta.
Aya Nakanishi (中西 彩?, Nakanishi Aya)
Una delle tre vittime del caso di rapimento seriale di diciotto anni prima. È una studentessa modello di un'altra scuola elementare, con cui Satoru e il suo gruppo stringono a fatica amicizia così da impedire al killer di trovarla da sola.
Jun Shiratori (白鳥 潤?, Shiratori Jun)
Doppiato da: Takahiro Mizushima
Un fattorino balbuziente che abitava nella stessa città natale di Satoru. Prima di essere stato imprigionato come presunto colpevole dell'omicidio dei tre bambini rapiti, era solito fare compagnia a Satoru e ad altri studenti delle elementari solitari, che giravano nei paraggi di casa sua. Dato che sosteneva i bambini cercando di infondergli coraggio, era soprannominato da tutti Yūki (ユウキ? lett. "Coraggio"). Satoru riesce a riscattarlo nella seconda linea temporale, impedendo che i sospetti ricadano su di lui.
Gaku Yashiro (八代 学?, Yashiro Gaku)
Doppiato da: Mitsuru Miyamoto
Il coordinatore di classe di Satoru ai tempi delle elementari. Aiuta Satoru nel caso di Kayo dandogli consigli e sostenendolo nelle sue scelte, tanto da diventare ben presto per lui un surrogato di suo padre. Più tardi, si scopre che è il vero rapitore e serial killer dietro la vicenda. Dopo che le sue mosse vengono anticipate da Satoru, tenta di farlo annegare in un lago ghiacciato per pura vendetta. Al momento del risveglio di Satoru dal coma quindici anni dopo il Revival, svelerà di aver cambiato identità nel frattempo in quella di un politico di nome Manabu Nishizono. Anche lui, come Satoru, ha un potere speciale: è in grado di vedere dei fili sulla testa di ogni persona dotata di pensieri o paure che la rendono vulnerabile, basandosi su un'antica storia buddhista che lo affascinava: il filo del ragno. Ogni volta che tale persona muore, questi fili scompaiono e lui agisce con lo scopo di tagliarli per trovare l'unico in grado di sopravvivere alle sue macchinazioni (come il criceto che allevò a undici anni, unico sopravvissuto di una cucciolata che egli uccise annegandoli in un secchio d'acqua). Dopo il risveglio di Satoru cerca di ucciderlo per evitare che riveli la sua identità, ma il luogo in cui lo incontra si rivela una trappola, motivo per cui viene arrestato e condannato a morte per i più di trenta omicidi che confessa di aver commesso.
Akemi Hinazuki (雛月 明美?, Hinazuki Akemi)
Doppiata da: Akemi Okamura
La madre di Kayo. Dopo aver divorziato da un uomo violento che abusava di lei, sentendosi abbandonata dalla madre, finisce per picchiare la figlia per scaricare le sue frustrazioni e lo stress. Dopo il Revival viene incastrata da Satoru davanti agli assistenti sociali, finendo per pentirsi completamente delle sue azioni.

## Media

### Manga
Il manga, scritto e disegnato da Kei Sanbe, è stato serializzato sulla rivista Young Ace di Kadokawa Shoten dal 4 giugno 2012 al 4 marzo 2016. I vari capitoli sono stati raccolti in otto volumi tankōbon, pubblicati tra il 25 gennaio 2013 e il 2 maggio 2016. In Italia la serie è stata annunciata al Mantova Comics 2016 da Star Comics e pubblicata da settembre 2016, mentre in America del Nord i diritti sono stati acquistati da Yen Press. Un manga spin-off a cura dello stesso autore, intitolato Boku dake ga inai machi: Re (僕だけがいない街 Re?) e acquistato in Italia sempre da Star Comics, è stato serializzato sul Young Ace dal 4 giugno al 4 novembre 2016 e pubblicato in un unico volume tankōbon numerato nove il 4 febbraio 2017.

#### Volumi
| 1 | 25 gennaio 2013 | ISBN 978-4-04-120557-0 | 14 settembre 2016 | ISBN 978-88-6920-991-8 |
| 1 | Capitoli - 01. Tutta la vita davanti agli occhi - Maggio 2006 (走馬灯 2006.05?, Sōmatō 2006.05) - 02. Condannato a morte - Maggio 2006 (死刑囚 2006.05?, Shikeishū 2006.05) - 03. Shinigami - Maggio 2006 (死神 2006.05?, Shinigami 2006.05) - 04. Tentato rapimento - Maggio 2006 (誘拐未遂 2006.05?, Yūkai-mizui 2006.05) - 05. Il vero colpevole - Maggio 2006 (真犯人 2006.05?, Shinhanin 2006.05) - 06. Il fuggitivo - Febbraio 1988 (逃亡者 1988.02?, Tōbōsha 1988.02) |                        |                   |                        |
| 2 | 31 maggio 2013 | ISBN 978-4-04-120701-7 | 12 ottobre 2016   | ISBN 978-88-226-0099-8 |
| 2 | Capitoli - 07. Il tempo perduto - Febbraio 1988 (失われた時間 1988.02?, Ushinawareta jikan 1988.02) - 08. Una città in cui manco solo io - Febbraio 1988 (私だけがいない街 1988.02?, Watashi dake ga inai machi 1988.02) - 09. L'inizio degli errori - Febbraio 1988 (失敗の始まり 1988.02?, Shippai no hajimari 1988.02) - 10. L'albero di Natale - Febbraio 1988 (クリスマスツリー 1988.02?, Kurisumasu tsurī 1988.02) - 11. Scene che si ripetono - Febbraio 1988 (くり返す光景 1988.02?, Kurikaesu kōkei 1988.02) - 12. La festa di compleanno - Marzo 1988 (バースデー・パーティー 1988.03?, Bāsudē Pātī 1988.3) |                        |                   |                        |
| 3 | 4 dicembre 2013 | ISBN 978-4-04-120911-0 | 9 novembre 2016   | ISBN 978-88-226-0342-5 |
| 3 | Capitoli - 13. Whiteout - Marzo 1988 (ホワイトアウト 1988.03?, Howaitoauto 1988.03) - 14. Circondato - Maggio 2006 (四面楚歌 2006.05?, Shimensoka 2006.05) - 15. Voglio crederci - Maggio 2006 (信じたい 2006.05?, Shinjitai 2006.05) - 16. Madre - Maggio 2006 (母親 2006.05?, Hahaoya 2006.05) - 17. Una piccola traccia - Maggio 2006 (僅かな手がかり 2006.05?, Wazukana tegakari 2006.05) - 18. Il momento dell'addio - Maggio 2006 (別れの時 2006.05?, Wakare no toki 2006.05) |                        |                   |                        |
| 4 | 4 giugno 2014 | ISBN 978-4-04-101742-5 | 7 dicembre 2016   | ISBN 978-88-226-0403-3 |
| 4 | Capitoli - 19. Last Chance - Febbraio 1988 (ラストチャンス 1988.02?, Rasuto Chansu 1988.02) - 20. Paladino della giustizia - Febbraio 1988 (正義の味方 1988.02?, Seigi no mikata 1988.02) - 21. Il nascondiglio - Marzo 1988 (隠れ家 1988.03?, Kakurega 1988.03) - 22. Il rifugio - Marzo 1988 (カクレガ 1988.03?, Kakurega 1988.03) - 23. Fuori dalla spirale - Marzo 1988 (輪の外へ 1988.03?, Wa no soto e 1988.03) - 24. Madre, madre e… - Marzo 1988 (母と母と 1988.03?, Haha to haha to 1988.03) |                        |                   |                        |
| 5 | 29 dicembre 2014 | ISBN 978-4-04-101743-2 | 11 gennaio 2017   | ISBN 978-88-226-0444-6 |
| 5 | Capitoli - 25. Quel tempo non c'è più - Marzo 1988 (「あの頃」はもう無い 1988.03?, "Ano koro" wa mō nai 1988.03) - 26. Falsa accusa - Marzo 1988 (冤罪事件 1988.03?, Enzai jiken 1988.03) - 27. Le condizioni per un rapimento - Marzo 1988 (誘拐の条件 1988.03?, Yūkai no jōken 1988.03) - 28. Bentornata - Marzo 1988 (おかえりなさい 1988.03?, Okaerinasai 1988.03) - 29. È proprio accanto - Marzo 1988 (すぐ側にいる 1988.03?, Sugusoba ni iru 1988.03) - 30. L'impressione confermata - Marzo 1988 (確信めいた予感 1988.03?, Kakushin-meita yokan 1988.03)                                                      |                        |                   |                        |
| 6 | 4 luglio 2015 | ISBN 978-4-04-103134-6 | 8 febbraio 2017   | ISBN 978-88-226-0470-5 |
| 6 | Capitoli - 31. Sconfitta - Marzo 1988 (敗北 1988.03?, Haiboku 1988.03) - 32. Il filo del ragno - Ottobre 1971 / Aprile 1987 (蜘蛛の糸 1971.10～1987.04?, Kumo no ito 1971.10–1987.04) - 33. Il risveglio - Agosto 2003 (目覚め 2003.08?, Mezame 2003.08) - 34. La porta chiusa - Agosto 2003 / Febbraio 2004 (閉ざされた扉 2003.08～2004.02?, Tozasareta tobira 2003.08–2004.02) - 35. La chiave - Aprile 2004 (鍵 2004.04?, Kagi 2004.04) |                        |                   |                        |
| 7 | 26 dicembre 2015 | ISBN 978-4-04-103675-4 | 8 marzo 2017      | ISBN 978-88-226-0488-0 |
| 7 | Capitoli - 36. Il punto d'inizio - Maggio 2005 (始まりの地点 2005.05?, Hajimari no chiten 2005.05) - 37. Il suono dei suoi passi - Maggio 2005 (足音 2005.05?, Ashioto 2005.05) - 38. Coraggio - Agosto 2005 (勇気 2005.08?, Yūki 2005.08) - 39. Airi - Agosto 2005 (愛梨 2005.08?, Airi 2005.08) - 40. Il futuro tanto atteso - Agosto 2005 (待ち焦がれた未来 2005.08?, Machikogareta mirai 2005.08) |                        |                   |                        |
| 8 | 2 maggio 2016 | ISBN 978-4-04-103915-1 | 12 aprile 2017    | ISBN 978-88-226-0489-7 |
| 8 | Capitoli - 41. Scusa per l'attesa - Agosto 2005 (待たせたね 2005.08?, Mataseta ne 2005.08) - 42. Target - Agosto 2005 (目標 2005.08?, Mokuhyō 2005.08) - 43. Confessione - Agosto 2005 (告白 2005.08?, Kokuhaku 2005.08) - 44. Una città in cui manco solo io - Gennaio 2012 (僕だけがいない街 2012.01?, Boku dake ga inai machi 2012.01) |                        |                   |                        |
| 9 | 4 febbraio 2017 | ISBN 978-4-04-104879-5 | 12 luglio 2017    | ISBN 978-88-226-0633-4 |
| 9 | Capitoli - Re: Kayo Hinazuki - Re: Ken'ya Kobayashi (prima parte) - Re: Ken'ya Kobayashi (seconda parte) - Re: Sachiko Fujinuma - Re: Airi Katagiri |                        |                   |                        |

### Anime

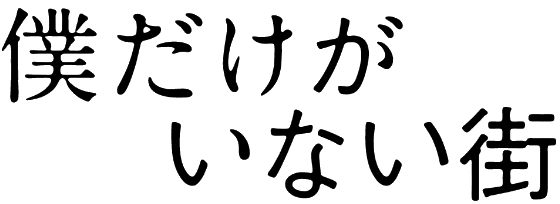
Logo della serie

Un adattamento anime, scritto sotto la supervisione di Taku Kishimoto e diretto da Tomohiko Itō presso lo studio A-1 Pictures, è andato in onda nel contenitore noitaminA di Fuji TV dal 7 gennaio al 24 marzo 2016. Le sigle di apertura e chiusura sono rispettivamente Re:Re: degli Asian Kung-Fu Generation e Sore wa chiisa na hikari no yō na (それは小さな光のような? lett. "Come una piccola luce") di Sayuri. In Italia gli episodi sono stati trasmessi in streaming in simulcast da Dynit su VVVVID, mentre in America del Nord i diritti sono stati acquistati sia da Aniplex of America per Crunchyroll sia da Funimation. Nel Regno Unito, invece, la serie è stata concessa in licenza ad Anime Limited.

### Romanzo
Un romanzo spin-off di Hajime Ninomae, intitolato Boku dake ga inai machi: Another Record (僕だけがいない街 Another Record?), è stato pubblicato a puntate sul webzine Bungei Kadokawa di Kadokawa tra il numero di novembre 2015 e quello di marzo 2016. La storia, ripubblicata in versione cartacea il 30 marzo 2016, spiega il vero movente del killer.

### Live action
Un film live action basato sulla serie è uscito nelle sale cinematografiche giapponesi il 19 marzo 2016. La regia è a cura di Yūichirō Hirakawa, mentre i ruoli dei due protagonisti Satoru Fujinuma e Airi Katagiri sono stati interpretati rispettivamente da Tatsuya Fujiwara e Kasumi Arimura. La sigla è Hear: shinjiaeta akashi (Hear 〜信じあえた証〜? lett. "Hear: una prova a cui potevi credere") di Chise Kanna.
Un adattamento live action di dodici episodi per la web TV, scritto da Tomomi Ōkubo e diretto da Ten Shimoyama, è stato pubblicato da Netflix il 15 dicembre 2017. Per l'occasione, i ruoli di Satoru Fujinuma e Airi Katagiri sono stati interpretati rispettivamente da Yūki Furukawa e Mio Yūki. A differenza dell'anime e del film, la serie ricalca fedelmente il finale dell'opera originale.

## Accoglienza
L'opera è stata nominata sia al settimo Manga Taishō, in occasione del quale ha ottenuto ottantadue punti classificandosi seconda tra le dieci in gara, sia all'ottavo che al nono. È stata nominata anche al diciottesimo Premio culturale Osamu Tezuka, mentre nel 2014 ha ottenuto il sedicesimo posto nel sondaggio "top 20 manga per lettori maschi" nella guida Kono manga ga sugoi!. In particolare, il volume quattro ha raggiunto la dodicesima posizione nella classifica settimanale di Oricon del 2–8 giugno 2014, e ha venduto 73 983 copie totali entro la fine della settimana successiva.